# Мој мали пони: Девојке из Еквестрије (филм)
Мој мали пони: Девојке из Еквестрије је америчко-канадски анимирани филм из 2013. године. Радња се одвија након завршетка треће сезоне цртане серије.

## Радња
Радња се дешава након завршетка треће сезоне цртане серије. Нова принцеза Твајлајт Спаркл са својим пријатељицама из Понивила иде у Кристално царство на збор принцеза на којем ће такође присуствовати и остале принцезе: Кејденс, Луна и Селестија. Те ноћи, бивша ученица принцезе Селестије, Сансет Шимер, долази да украде Твајлајтину круну, елемент чаролије. Након јурњаве у замку, Сансет са круном пролази кроз огледало. Принцезе саопштавају да то огледало води до сасвим другог света о којем ни оне саме не знају. Принцеза Селестија наређује Твајлајт да оде у тај свет и поврати круну, али да то мора учинити сама. Док је улазила у портал, Спајк изненада скаче и улази у други свет заједно са Твајлајт.
У другом свету Твајлајт се претвара у људско биће, док се Спајк претвара у пса. Твајлајт истражује Кентерлот средњу школу (КСШ) која изгледа скоро идентично као Еквестрија, тамо упознаје пет нових пријатељица (такође њене пријатељице у Еквестрији), које поново спаја после њиховог прекида пријатељства. Сансет Шимер им је уништила пријатељство лажима. Твајлајт се пријављује на фестивал, покушавајући да победи, и да врати круну. Али то мора учинити што пре, јер ће се портал затворити и отворити тек за тридесет месеца. Сансет Шимер избламирала је Твајлајт, и њене новостечене пријатељице је покушавају спасити. Спасиле су њен углед, и такође јој помажу у освајању гласова на јесењем фестивалу, такође око и Сансетиног бившег дечка Флеша Сентрија.
Твајлајт побеђује, али Сансет краде круну након њене претње да ће уништити портал, Сансет се трансформише у демона и све тинејџере претвара у тинејџ демоне који ће јој помоћи да завлада Еквестријом. Када Сансет напада Твајлајт, њене другарице долазе да ју спасе. Чаролија круне се активира и даје им тренутну чаролију свих особина понија, Сансет је поражена и одлучује да постане добра. Твајлајт остатак слободног времена проводи на прослави, а када се са Спајком вратила кроз пролаз, вратили су се у своје првобитне форме.

## Емитовање и синхронизација
Филм је на српском језику емитован премијерно 10. јануара 2015. у Србији, Црној Гори, Босни и Херцеговини и Македонији на ТВ каналу Минимакс. Синхронизацију је радио Студио Студио. Нема DVD издања.

## Улоге
| Име лика                                  | Улога           | Улоге               |
| Твајлајт Спаркл                           | Тара Стронг     | Мариана Аранђеловић |
| Рерити                                    | Табита Жермен   | Снежана Нешковић    |
| Еплџек                                    | Ешли Бол        | Александра Ширкић   |
| Рејнбоу Деш                               | Ешли Бол        | Александра Ширкић   |
| Пинки Пај                                 | Андреа Либман   | Јелена Јовичић      |
| Флатершај                                 | Андреа Либман   | Јелена Јовичић      |
| Спајк                                     | Кети Визлук     | Снежана Нешковић    |
| Сансет Шимер                              | Ребека Шојшет   | Андријана Оливерић  |
| Флеш Сентри                               | Винсент Тонг    | Милан Антонић       |
| Принцеза Селестија (Директорка Селестија) | Никол Оливер    | Јелена Јовичић      |
| Принцеза Луна (Саветница Луна)            | Табита Жермен   | Снежана Нешковић    |
| Принцеза Кејденс                          | Брит МакКилип   | Јелена Јовичић      |
| Епл Блум                                  | Мичел Кребер    | Јелена Јовичић      |
| Свити Бел                                 | Клер Корлет     | Александра Ширкић   |
| Скуталу                                   | Маделејн Питерс | Снежана Нешковић    |
| Трикси                                    | Катлин Бар      | Јелена Јовичић      |
| Снипс                                     | Ли Токар        |                     |
| Снејлс                                    | Ричард Ајан Окс | Марко Марковић      |
| Черили                                    | Никол Оливер    | Снежана Нешковић    |
| Мекинтош                                  | Питер Њу        |                     |

## Песме
- Чудан нови свет (Твајлајт Спаркл)
- Твајлајт до круне довести (главних 6 ликова)
- Време је за окупљање (главних 6 ликова)
- Ноћ је ово за нас (главних 6 ликова)
- Другар заувек (Снежана Нешковић)

Песме у српској синхронизацији превела је Драгана Мицковић.

## Приказивање широм света
| Државе емитовања                       | Језик       | ТВ канал                   | Назив                          |
| -------------------------------------- | ----------- | -------------------------- | ------------------------------ |
| Србија · ЦГ · БиХ · Северна Македонија | Српски      | Минимакс (Србија)          | Девојке из Еквестрије          |
| САД                                    | Енглески    | Discovery Kids             | Equestria Girls                |
| Канада                                 | Енглески    | Yoopa                      | Equestria Girls                |
| УК                                     | Енглески    | YTV POP                    | Equestria Girls                |
| Француска                              | Француски   | Тиџи                       | Equestria Girls                |
| Канада                                 | Француски   | Treehouse TV               | Equestria Girls                |
| Албанија                               | Албански    | Bang Bang                  | Aventurat e ponit tim të vogël |
| Грчка                                  | Грчки       | Стар                       | Equestria Girls                |
| Данска · Норвешка · Шведска            | Дански      | Nickelodeon (Скандинавија) | Equestria Girls                |
| Естонија                               | Естонски    | Кидзоне                    | Equestria tüdrukud             |
| Италија                                | Италијански | Бумеранг Картунито         | Equestria Girls                |
| Летонија                               | Летонски    | Кидзоне                    | Ekvestrijas meitenes           |
| Литванија                              | Литвански   | Кидзоне                    | Jodinėjančios mergaitės        |
| Мађарска                               | Мађарски    | Минимакс (Мађарска)        | Equestria lányok               |
| Немачка                                | Немачки     | Disney Channel (Немачка)   | Equestria Girls                |
| Данска · Норвешка · Шведска            | Норвешки    | Nickelodeon (Скандинавија) | Equestria Girls                |
| Пољска                                 | Пољски      | MiniMini+                  | Equestria Girls                |
| Бразил                                 | Португалски | Discovery Kids             | Meninas Equestria              |
| Португал                               | Португалски | Canal Panda                | Meninas Equestria              |
| Румунија                               | Румунски    | Минимакс (Румунија)        |                                |
| Белорусија · Русија · Украјина         | Руски       | Карусел                    | Девочки из Эквестрии           |
| Словенија                              | Словеначки  | Минимакс (Словенија)       | Equestria dekleta              |
| Турска                                 | Турски      | Disney Channel (Турска)    | Equestria kızlar               |
| Украјина                               | Украјински  | Плус Плус                  | Дівчата з Еквестрії            |
| Финска                                 | Фински      | Нелонен Напула             | Equestria Girls                |
| Холандија · Белгија                    | Холандски   | Nickelodeon (Бенелукс)     | Equestria Girls                |
| Чешка · Словачка                       | Чешки       | Минимакс (Чешка) Барандов  | Equestria Girls                |
| Данска · Норвешка · Шведска            | Шведски     | Nickelodeon (Скандинавија) | Equestria Girls                |
| Шпанија                                | Шпански     | Disney Channel (Шпанија)   | Equestria Girls                |
| Мексико                                | Шпански     | Discovery Kids             | Equestria Girls                |